# Jeff Porcaro
Pour les articles homonymes, voir Porcaro.
Jeffrey Thomas Porcaro, dit « Jeff », né le 1er avril 1954 à Hartford, dans le Connecticut, et mort le 5 août 1992 au Humana Hospital de West Hills à Los Angeles, en Californie, est un batteur américain.
Il est l'un des musiciens de studio les plus prisés de la scène musicale pop/rock des années 1970 jusqu'à sa mort. Il travaille ainsi avec une multitude d'artistes dont Michael Jackson, Paul McCartney, Elton John, George Benson, Lionel Richie, Steely Dan, les Bee Gees, Diana Ross, Céline Dion, Claude Nougaro, David Gilmour  etc. En 1976, il est le cofondateur du groupe de rock Toto qui rencontre un important succès au début des années 1980.
AllMusic a écrit qu'il était « sans doute le batteur de studio le plus réputé du rock du milieu des années 70 au début des années 90 », et dit qu'« il n'est pas exagéré de dire que le son de batterie de la pop/rock dominante des années 1980 était, dans une large mesure, le son de Jeff Porcaro. » Il a été intronisé à titre posthume au Modern Drummer Hall of Fame en 1993.

## Biographie
Considéré comme l'un des meilleurs batteurs au monde, il est le fils du célèbre percussionniste Joe Porcaro et de Eileen. Frère du bassiste Mike Porcaro et du claviériste Steve Porcaro, il a également une sœur, Joleen. Il fonde en 1976 le groupe Toto avec son frère Steve, le claviériste David Paich, le guitariste Steve Lukather, le bassiste David Hungate et le chanteur Bobby Kimball.
Il est élève de la Grant High School de Van Nuys dans la Valley de Los Angeles où il se fait remarquer par le célèbre cuivre/arrangeur/producteur Don Menza pendant les récréations, où les jeunes musiciens de l'école se produisent. Menza lui propose de participer au groupe de jeunes talents que Jack Daugherty (producteur des Carpenters) fait répéter régulièrement dans son studio de Glendale. Il y rencontre son mentor, Jim Keltner, devant qui il exécute des breaks de batterie incroyables, que Keltner lui-même ne sait pas reproduire. Keltner est convaincu que le jeune Porcaro est un génie et commence à le recommander dans les studios de Los Angeles. Durant ses jeunes années il rencontre David Hungate (futur bassiste de Toto) qui le recommande auprès de Sonny and Cher. Sur les recommandations de Hungate, il quitte alors l'école pour suivre le groupe en tournée.
Lors d'une prestation dans un célèbre club de Los Angeles, il se fait remarquer par Donald Fagen et Walter Backer de Steely Dan qui lui proposent de rejoindre le groupe. Il enregistre avec eux Pretzel Logic, Katy Lied, et apparait dans les disques suivants (FM, Aja, Gaucho, Nightfly). Sa carrière est lancée. Il continue avec Boz Scaggs avec qui il participe à l'album Silk Degrees (1976), où toutes les chansons sont cosignées avec le futur leader de Toto : David Paich. Grâce au succès de Silk degrees, Porcaro et Paich deviennent les vedettes des studios américains et sont appelés par tous les producteurs qui recherchent leur groove moderne, leur créativité et efficacité. Comme le dit Vinnie Colaiuta : « Jeff Porcaro a défini ce qu'est la batterie de studio ».
Sa discographie est impressionnante : elle compte plusieurs centaines de disques. Il a commencé à enregistrer alors qu'il n'avait que 17 ans. Parmi tous les artistes à travers le monde avec lesquels il a travaillé, on peut citer : Michael Jackson, Paul McCartney, Elton John, Diana Ross, Bruce Springsteen, Dire Straits, Pink Floyd, Lionel Richie, George Benson, Al Jarreau, Paul Anka, Michel Berger, Claude Nougaro, Alain Chamfort, Christopher Cross, Boz Scaggs, Olivia Newton-John, Emile Wandelmer, Eric Carmen, James Ingram, Eric Clapton, Joe Cocker, Paul Young, Bill LaBounty, Steely Dan, David Gilmour, Crosby, Stills & Nash, Bobby Caldwell, David Pack,  Michael McDonald, Manhattan Transfer, Don Henley, Love and Money, Char, ANRI, Luis Miguel ou encore Sergio Mendes.
Son style très reconnaissable, faisant la part belle aux rythmes shuffle, a illustré la bande son du début des années 1980. Parmi les chansons les plus représentatives de ce style, on peut citer The Girl Is Mine (album Thriller, 1982, de Michael Jackson), dont la ressemblance rythmique avec Mornin (album Jarreau, 1983, de Al Jarreau) est saisissante, ou encore Rosanna (album Toto IV), qui est un des meilleurs exemples de la technique des « ghost notes. » À la suite de Rosanna, le terme de « shuffle Porcaro » est né mais Jeff Porcaro n'aimait pas ce terme.
Il est aussi le créateur d'un accessoire de batterie, le « rack » : une armature tubulaire permet de soutenir les divers éléments de la batterie lorsque celle-ci est abondamment chargée. Le batteur Simon Phillips, qui remplacera Jeff dans le groupe Toto après sa mort en 1992, utilise un rack, peut-être en hommage à son prédécesseur.

### Mort
Le 5 août 1992, quelques jours avant la sortie de l'album Kingdom of desire de Toto, Jeff fait une crise cardiaque, alors qu'il est en train de pulvériser un insecticide dans le jardin de sa maison de Hidden Hills, près de Los Angeles. Les secours sont alertés mais ne pourront rien faire. Jeff meurt ainsi peu de temps après à l'âge de 38 ans.
Il est inhumé le 10 août 1992 au Forest Lawn Memorial Park de Hollywood Hills. Plus de mille personnes lui rendent hommage. En tête de cortège, ses amis Mike Baird, Jim Keltner, John Jr Robinson, Harvey Mason et Lenny Castro, tambours en bandoulières, l'accompagnent dans sa dernière demeure.
Après examen, le médecin légiste attribua la cause de la mort à une coronaropathie occlusive causée par de l'athérosclérose résultant de sa consommation de cocaïne.
Son fils Miles, décédé à 31 ans le 2 octobre 2017, repose à ses côtés.

## Discographie

### Toto
- 1978 : Toto
- 1979 : Hydra
- 1981 : Turn Back
- 1982 : Toto IV
- 1984 : Isolation
- 1986 : Fahrenheit
- 1988 : The Seventh One
- 1990 : Past to present (1977-1990) (Compilation)
- 1992 : Kingdom of Desire

### Autres artistes

#### Artistes américains
- Seals & Crofts – Diamond Girl (1973) ; Unborn Child (1974) ; Get Closer (1976)

- Steely Dan – Pretzel Logic (1974) ; Katy Lied (1975) ; FM (No Static At All) (1978, bande originale du film FM) ; Gaucho (1980)
- Tommy Bolin – Teaser (1975) : The Grind, Homeward Strut, Dreamer, Teaser
- Jackson Browne – The Pretender (1976)
- Les Dudek – Les Dudek (1976) ; Say No More (1977) ; Ghost Town Parade (1978) ; Deeper Shades of Blues (1995) ; Freestyle! (2000)
- Boz Scaggs – Silk Degrees (1976) ; Down Two Then Left (1977) ; Middle Man (1980) ; Other Roads (1988)
- Eric Carmen – Boats Against The Current (1977) : She Did It
- Valerie Carter – Just A Stone's Throw Away (1977) ; Wild Child (1978)
- Allen Toussaint – Motion (1978)
- Warren Zevon – Excitable Boy (1978) : Nighttime In The Switching Yard ; Mr. Bad Example (1991)
- Larry Carlton – Larry Carlton (1978) ; Sleepwalk (1981) ; Friends (1983)
- Diana Ross – Baby It's Me (1977) ; Ross (1983)
- Hall & Oates – Beauty on a Back Street (1977)
- Lowell George – Thanks, I'll Eat It Here (1979)
- Flyer – Send a Little Love My Way (1979)
- Aretha Franklin – Aretha (1980) ; Love All the Hurt Away (1981)
- Peter Frampton – Breaking All The Rules (1981)
- Al Jarreau – Breakin' Away (1981) : Breakin' Away ; Jarreau (1983) : Mornin', Step by Step, Black and Blues
- Randy Crawford – Secret Combination (1981) ; Windsong (1982)
- Donald Fagen – The Nightfly (1982)
- Herbie Hancock – Lite Me Up (1982)
- Michael McDonald – If That's What It Takes (1982) : I Keep Forgettin' ; No Lookin' Back (1985) ; Take It to Heart (1990)
- Michael Jackson – album Thriller (1982) : Beat It, Human Nature, The Girl Is Mine, The Lady In My Life ; album Dangerous (1991) : Heal The World
- Don Henley – I Can't Stand Still (1982) : Dirty Laundry ; The End of the Innocence (1989) : New York Minute
- Crosby, Stills & Nash – Daylight Again (1982), Allies (1983)
- Eye To Eye – Eye to Eye (1982)
- Melissa Manchester – You Should Hear How She Talks About You (1982)
- Christopher Cross – Another Page (1983) ; Rendezvous (1992)
- George Benson – In Your Eyes (1983) : Lady Love Me (One More Time)
- Paul Simon – Hearts and Bones (1983) : Train in the Distance
- Russ Taff – Walls of Glass (1983) : Walls of Glass, Jeremiah, "Inside Look"
- Lionel Richie – Can't Slow Down (1983) : Running with the Night ; Louder Than Words (1996) : The Climbing
- James Newton Howard – James Newton Howard and Friends (1983) [5]
- Randy Newman – Trouble in Paradise (1983) : I Love L.A.
- Chicago – Chicago 17 (1984) : "Stay The Night"
- The Jacksons – Victory (1984) : Torture, Wait
- Joe Walsh – The Confessor (1985)
- David Benoit – Freedom at Midnight (1987) ; Shadows (1991)
- Poco – Legacy (1989)
- Madonna – Like a Prayer (1989) : "Cherish" ; I'm Breathless (1990) : "Hanky Panky"
- Dr. John – In a Sentimental Mood (1989)
- Clair Marlo – Let It Go (1989)
- Sandi Patty – Another Time... Another Place (1990)
- Bryan Duncan – Anonymous Confessions Of A Lunatic Friend (1990)
- Jude Cole – A View From 3rd Street (1990) : Time For Letting Go, Compared To Nothing ; Start the Car (1992) : Open Road, Tell The Truth
- Twenty Mondays – The Twist Inside (1990)
- Richard Marx – Rush Street (1991) ; Paid Vacation (1993) : One Man
- Bruce Springsteen – Viva Las Vegas (1990, sur l'album collectif The Last Temptation Of Elvis, puis inclus sur la bande originale du film Lune de miel à Las Vegas) ; Human Touch (1992)
- Michael Bolton – Time, Love & Tenderness (1991) : When a Man Loves a Woman
- Cher – Love Hurts (1991)
- The B-52's – Good Stuff (1992)
- Steve Porcaro – Back to You (2016) : Someday/Somehow

#### Artistes britanniques
- Joe Cocker – I Can Stand a Little Rain (1974) ; Civilized Man (1984)
- Leo Sayer – Endless Flight (1976) : "When I Need You" ; Thunder In My Heart (1977) ; Leo Sayer (1978) ; World Radio (1982) ; Have You Ever Been in Love (1983)
- Al Stewart – Time Passages (1978) ; 24 Carrots (1980)
- Colin Blunstone – Never Even Thought (1978)
- Bim – Thistles (1978)
- Pink Floyd – The Wall (1979) : Mother
- Dave Mason – Mariposa De Oro (1978) : Will You Still Love Me Tomorrow
- Greg Lake – Greg Lake (1981)
- Bee Gees – Living Eyes (1981)
- Elton John – Jump Up! (1982)
- David Gilmour – About Face (1984)
- Paul McCartney – Give My Regards to Broad Street (1984)
- Eric Clapton – Behind the Sun (1985) : Forever Man
- Roger Hodgson – Hai Hai (1987)
- Jon Anderson – In the City of Angels (1988)
- Love and Money – Strange Kind of Love (1988)
- Nik Kershaw – The Works (1989) : "Walkabout"
- Dire Straits – On Every Street (1991)
- Roger Waters – Amused to Death (1992) : It's a Miracle
- 10cc – ...Meanwhile (1992)
- Paul Young – The Crossing (1993)

#### Artistes français ou franco-internationaux
- Alain Chamfort - Rock'n rose (1976)
- Michel Berger - Dreams in stone (1982)
- Claude Nougaro – Pacifique (1989)
- Celine Dion – Have a Heart (1989)

#### Artistes internationaux
- Lisa Dal Bello – Lisa Dal Bello (1977)
- Jerry Williams – Gone (1978)
- Janne Schaffer – Earmeal (1979)
- Mariya Takeuchi – Miss M (1980)
- Amii Ozaki – Hot Baby (1981)
- Luis Miguel – Busca una Mujer (1988)
- Ruben Blades – Nothing but the Truth (1988)
- Fahed Mitre – Toda la Verdad (1990)

## Matériel utilisé

### Pearl Drums MPX
- grosse caisse : 22x20
- caisse claire : 14x5,5, 13x3
- tom : 10x8,12x9,13x10
- tom basse : 14x14,16x16

### Cymbales Paiste
- hit-hat : 14"
- crash : 20", 18", 16", 22"
- ride : 22"
- china : 18"
- splash: 8", 10"

- hardware pearl
- peaux : rémo
- baguette : regal tip signature